# Olena Cherevatova
Olena Cherevatova –en ucraniano, Олена Череватова– (Salsk, 17 de marzo de 1970) es una deportista ucraniana que compitió en piragüismo en la modalidad de aguas tranquilas.
Participó en dos Juegos Olímpicos, Sídney 2000 y Atenas 2004, obteniendo una medalla de bronce en Atenas 2004 en la prueba de K4 1000 m. Ganó una medalla de plata en el Campeonato Mundial de Piragüismo de 2003 y una medalla de oro en el Campeonato Europeo de Piragüismo de 2004.

## Palmarés internacional
| Juegos Olímpicos   | Juegos Olímpicos             | Juegos Olímpicos  | Juegos Olímpicos |
| Año                | Lugar                        | Medalla           | Competición      |
| ------------------ | ---------------------------- | ----------------- | ---------------- |
| 2004               | Atenas (Grecia)              | Medalla de bronce | K4 500 m         |
| Campeonato Mundial |                              |                   |                  |
| Año                | Lugar                        | Medalla           | Competición      |
| 2003               | Gainesville (Estados Unidos) | Medalla de plata  | K4 1000 m        |
| Campeonato Europeo |                              |                   |                  |
| Año                | Lugar                        | Medalla           | Competición      |
| 2004               | Poznań (Polonia)             | Medalla de oro    | K4 500 m         |